# Фейгин, Марк Исаакович
Марк Исаакович Фейгин (08.08.1928-2015) — российский учёный в области нелинейных колебаний, теории бифуркаций динамических систем, доктор физико-математических наук, профессор, заслуженный деятель науки РФ (1997).
Родился 8 августа 1928 г. в Нижнем Новгороде.
Окончил Горьковский государственный университет по специальности физик-исследователь (1953).
Работал в Горьковском институте инженеров водного транспорта (Волжской государственной академии водного транспорта): ассистент, старший преподаватель, доцент, с 1962 г. зав. кафедрой автоматизации производственных процессов (позже называлась кафедрой информатики, систем управления и телекоммуникаций).
В 1961 г. защитил кандидатскую диссертацию на тему «Теория некоторых нелинейных демпферов: (Демпферы сухого трения с предварительным натягом в упругом соединении и ударные)».
В 1969 г. защитил докторскую диссертацию:
- Вынужденные колебания в нелинейных системах с сухим трением и с ударными взаимодействиями : диссертация … доктора физико-математических наук : 01.00.00. — Горький, 1968. — 294 с. : ил.

Область научных интересов: теория нелинейных колебаний, теория бифуркаций динамических систем, интеллектуальные системы управления объектами водного транспорта. Автор 140 научных публикаций, одной монографии, нескольких учебных пособий, 3 авторских свидетельств.
Заслуженный деятель науки РФ (1997).
Сочинения:
- Вынужденные колебания систем с разрывными нелинейностями [Текст] / М. И. Фейгин. — Москва : Наука, 1994. — 285, [2] с.
- Применение вычислительной техники в инженерных и экономических расчетах [Текст] : Учеб. пособие для студентов эксплуатац. и судоводит. специальностей / Проф., д-р физ.-мат. наук М. И. Фейгин ; МРФ РСФСР. Горьк. ин-т инженеров водного транспорта. Кафедра автоматизации производ. процессов. — Горький : [б. и.], 1970. — 34 с. : черт.; 21 см.
- Использование моделирования динамических процессов в инженерных расчетах [Текст] : учеб.пособие. Ч.1 / Ю. С. Федосенко, М. И. Фейгин. — Горький : Б.и., 1982. — 41 с.
- Фейгин М. И. Проявление эффектов бифуркационной памяти в поведении динамической системы (рус.) // Соросовский образовательный журнал : журнал. — 2001. — Т. 7, № 3. — С. 121—127.
- Удвоение периода колебаний при С-бифуркациях в кусочно-непрерывных системах / М. И. Фейгин // ПММ. — 1970. — Т. 34, № 5. — С. 861—869.
- Feigin, M; Kagan, M (2004). «Emergencies as a manifestation of effect of bifurcation memory in controlled unstable systems». International Journal of Bifurcation and Chaos (journal). 14 (7): 2439—2447

Сын — Фейгин Александр Маркович — зав. отделом физики атмосферы и микроволновой диагностики ИПФ РАН, Нижний Новгород.